# Rawi Hage
Rawi Hage (1964) es un escritor y fotógrafo canadiense. 

## Educación y primeros años
Nacido en Beirut, Hage se crio en Líbano y Chipre. En 1984 se trasladó a la ciudad de Nueva York y en 1991 a Montreal, donde estudió fotografía en el Dawson College y Bellas Artes en la Concordia University. Posteriormente empezó a exhibir sus fotografías, algunas de las cuales han sido adquiridas por el Canadian Museum of Civilization. Tiene un MFA de la Université du Québec á Montréal (UQAM). Además de trabajar como escritor y artista visual, Hage fue taxista en Montreal. 

## Escritos
Hage ha sido periodista y escritor en varias revistas canadienses y estadounidenses, y en el Pen America Journal. Su primera novela, De Niro`s Game (2006), ganó el IMPAC Dublin Literary Award en 2008, y fue finalista del Scotiabank Giller Prize y del Gorvernor General's Award en 2006. El jurado del IMPAC destacó "su originalidad, su fuerza, su lirismo, así como su atractivo humano convierten a De Niro`s Game en una obra mayor del a literatura, y a Rawi Hage en un digno merecedor de este premio". De Niro`s Game también recibió dos premios Quebec, el Hugh MacLennan Prize for Fiction y el MacAuslan First Book Price.
Su segunda novela, Cockroach, se publicó en 2008, y también fue finalista del Giller Prize, el Governor General's Award y el Rogers Writers' Trust Fiction Prize. En 2008 y 2012 obtuvo el MacLennan Prize for Fiction por sus libros Cockroach y Carnival, respectivamente. 
En agosto de 2013 se convirtió en el noveno escritor de plantilla de la biblioteca pública de Vancouver.